# Savoia
Savoia (în franceză Savoie, în italiană Savoia, în arpit. Savouè) este o regiune istorică situată în sud-estul Franței, care se află azi în departamentele franceze Haute-Savoie și Savoie. Savoia este mărginită de granița cu Elveția, Italia și departamentele franceze Isère și Ain.
Începând cu secolul XI a fost condusă de conții de Savoia, făcând parte din regatul Arles, aflat sub suzeranitatea Sfântului Imperiu Roman.
Regiunea are o suprafață de 10.074 km² și avea în anul 1999 o populație de circa 1 milion de locuitori. Principalele forme de relief din regiune sunt „Alpii Savoiei” cu masivul Mont Blanc (4.810 m), Alpii Graici cu vf. Grande Casse (3.855 m) și trecătorile mai importante „Micul St. Bernard” și „Mont Cenis”. 
Ca urmare a faptului că regiunea a fost neindustrializată și relativ săracă a avut loc secole la rând un exod al populației, mai ales al tineretului, către alte regiuni învecinate. În prezent, principalele activități economice ale regiunii sunt turismul, creșterea animalelor și comercializarea produselor lactate, mecanica fină și producerea ceasurilor electronice. Majoritatea populației regiunii vorbește, pe lângă limba franceză, limba provensală („arpitană”), locuitorii fiind numiți savoiarzi. 

## Personalități
- Pierre Favre, fondator al Ordinului iezuiților
- Michel de Certeau, filozof
- François de Sales, episcop
- Eugen de Savoia, general austriac
- Maximilian Josef Graf von Montgelas, unul din întemeietorii statului modern bavarez
- Georg Muffat, muzician
- Joseph de Maistre, politician și filozof